# Герой Таджикистана
Звание «Герой Таджикистана» (тадж. Қаҳрамони Тоҷикистон) — высшая государственная награда Таджикистана, присваивается за заслуги перед государством и народом, связанные с совершением геройского, ратного и трудового подвига во имя свободы, независимости и процветания Республики Таджикистан.
Звание Героя Таджикистана наряду с другими почётными званиями закреплено Законом Республики Таджикистан «О государственных наградах Республики Таджикистан» от 24 февраля 2017 года № 1378.
Награждение граждан государственными наградами Республики Таджикистан осуществляется Президентом Республики Таджикистан.

## Положение
Лицам, удостоенным звания «Герой Таджикистана», вручается знак особого отличия — золотая звезда «Герой Таджикистана», которая носится на ленте на левой стороне груди.
Лицам, удостоенным звания «Герой Таджикистана», производится ежемесячная 100-процентная надбавка к назначенной им пенсии.
Лица, удостоенные звания «Герой Таджикистана»:
- обеспечиваются жилой площадью по установленным нормам в первую очередь. Жилая площадь, занимаемая ими и членами их семей и коммунальные услуги оплачиваются в размере 50 процентов;
- нуждающиеся в санаторно-курортном лечении ежегодно обеспечиваются бесплатной путевкой в санаторий или дом отдыха. Выдача бесплатных путевок производится по месту работы (службы), неработающим пенсионерам — органами социальной защиты населения;
- имеют право личного бесплатного проезда один раз в год (в оба конца) в пределах Республики Таджикистан железнодорожным транспортом в мягких вагонах скорых и пассажирских поездов, воздушным или междугородным автомобильным транспортом, а также право личного бесплатного пользования внутригородским и пригородным транспортом (кроме такси), а в сельской местности, автобусами внутренних линий.

Золотая звезда «Герой Таджикистана» и документы о награждении умершего остаются у наследников на память. С согласия наследников умершего, его награды и документы о награждении могут быть переданы государственным музеям для хранения и экспонирования. Если у умершего нет наследников, его награды и документы о награждении возвращаются государству.

## Награждённые
- 1997 — Гафуров, Бободжан Гафурович, государственный деятель Таджикской ССР, академик, историк (посмертно)
- 8 сентября 1998 — Айни, Садриддин, писатель (посмертно)
- 1999 — Рахмонов, Эмомали Шарипович, Президент Таджикистана[2]
- 2001 — Турсун-Заде, Мирзо, поэт (посмертно)
- 27 июня 2006 — Максум, Нусратулло, государственный деятель Таджикской ССР (посмертно)[3]
- 27 июня 2006 — Шотемор, Шириншо, государственный деятель Таджикской ССР (посмертно)[3][4]